# 朱鸿民
朱鸿民（1962年2月—），汉族，中华人民共和国政治人物、第十一届全国政协委员。
担任北京科技大学冶金与生态工程学院院长。2008年，当选第十一届全国政协委员，代表教育界，分入第四十一组。